# Rewne (obwód czerniowiecki)
Rewne (ukr. Ревне) – wieś na Ukrainie, w obwodzie czerniowieckim, w rejonie czerniowieckim, w hromadzie Mamajiwci. W 2001 liczyła 1067 mieszkańców, spośród których 1066 wskazało jako ojczysty język ukraiński, a 1 białoruski.